# Carlos Adriano de Sousa Cruz
Carlos Adriano de Sousa Cruz, o simplemente Adriano (nacido el 28 de septiembre de 1987 en Valença), es futbolista brasileño que se desempeña como delantero y actualmente juega para el Jacuipense del Campeonato Brasileño de Serie D.
Es llamado por el sobrenombre, "Adriano Michael Jackson" que obtuvo por celebrar sus goles imitando al Rey del Pop, de lo cual se hizo reconocido.

## Trayectoria
Jugó en muchos equipos brasileños; Ceará, America-RJ, Bahia, and Palmeiras. Específicamente, cuando estaba en el América-RJ, jugó con su ídolo, Romário. Romário entró en el minuto 68 del partido entre América y el Artsul, reemplazando a Adriano, actualmente jurga en el FC Seoul desde 2020.
En Palmeiras, fue un goleador de la Copa de Brasil 2011.

### Dalian Shide
El 8 de junio de 2011, Adriano fue transferido al club Dalian Shide, de la Superliga de China por un contrato de 4 años, de 3,8 millones de dólares. Debutó para el Dalian el 14 de junio, en una victoria de liga por marcador de 2-0 contra el Chengdu Blades, entrando como sustituto de Ahn Jung-hwan. Su primer gol llegó el 7 de agosto, en el empate 1-1 del Dalian ante el Liaoning Whowin. Marcó 4 goles en 12 partidos en la temporada 2011.
El 26 de junio de 2012, Adriano anotó 5 goles en la tercera ronda de Copa de China de fútbol al club Yanbian Baekdu Tigers, cuyo resultado final fue de 8-0. Batió el récord de la Copa de China de más goles en un partido (el registro anterior era de 4 goles, anotados por Wang Tao en 1998 y Mark Williams en 1999).

### Daejeon Citizen
El 13 de marzo de 2014, Adriano se unió al club surcoreano Daejeon Citizen perteneciente a la K League Challenge, segundo nivel del sistema de ligas de Corea del Sur.

### FC Seoul
El 28 de julio de 2015, Adriano se unión al club surcoreano FC Seoul, ubicado en la K League Classic.

### Shijiazhuang Ever Bright F.C.
El 16 de enero de 2017, Adriano ha fichado por Shijiazhuang Ever Bright F.C. de la Super Liga China , donde pasará a cobrar tres millones de dólares anuales.

## Estadísticas

### Brasil y China
| Club                | Temporada | Liga  | Liga  | Campeonato estadal | Campeonato estadal | Copa  | Copa  | Total | Total |
| Club                | Temporada | Pres. | Goles | Pres.              | Goles              | Pres. | Goles | Pres. | Goles |
| ------------------- | --------- | ----- | ----- | ------------------ | ------------------ | ----- | ----- | ----- | ----- |
| Bahia               | 2010      | 26    | 15    | 0                  | 0                  | 0     | 0     | 26    | 15    |
| Palmeiras           | 2011      | 6     | 2     | 14                 | 1                  | 4     | 5     | 24    | 8     |
| Dalian Shide        | 2011      | 12    | 4     | 0                  | 0                  | 0     | 0     | 12    | 4     |
| Dalian Shide        | 2012      | 22    | 3     | 0                  | 0                  | 1     | 5     | 23    | 8     |
| Bahia               | 2013      | 0     | 0     | 8                  | 1                  | 1     | 0     | 9     | 1     |
| Atlético Goianiense | 2013      | 10    | 6     | 0                  | 0                  | 0     | 0     | 10    | 6     |
| Total               | Total     | 76    | 30    | 22                 | 2                  | 6     | 10    | 104   | 42    |

### K League
| Club            | Temporada     | K League Classic | K League Classic | Copa  | Copa  | Liga de Campeones | Liga de Campeones | Total | Total |
| Club            | Temporada     | Pres.            | Goles            | Pres. | Goles | Pres.             | Goles             | Pres. | Goles |
| --------------- | ------------- | ---------------- | ---------------- | ----- | ----- | ----------------- | ----------------- | ----- | ----- |
| Daejeon Citizen | 2014          | 32               | 27               | 0     | 0     | —                 | —                 | 32    | 27    |
| Daejeon Citizen | 2015          | 17               | 7                | 1     | 1     | —                 | —                 | 18    | 8     |
| Daejeon Citizen | Daejeon total | 49               | 34               | 1     | 1     | 0                 | 0                 | 50    | 35    |
| FC Seoul        | 2015          | 13               | 8                | 2     | 2     | —                 | —                 | 15    | 10    |
| FC Seoul        | 2016          | 17               | 11               | 3     | 4     | 8                 | 11                | 28    | 26    |
| FC Seoul        | Seoul total   | 30               | 19               | 5     | 6     | 8                 | 11                | 43    | 36    |
| Total           | Total         | 79               | 53               | 6     | 7     | 8                 | 11                | 93    | 71    |

Nota: En la temporada 2014 de K League Challenge jugó en la segunda división.

## Palmarés

### Club
Bahia
- Campeonato Baiano 2013

Daejeon Citizen
- K League Challenge 2014

FC Seoul
- Korean FA Cup 2015

### Individual
Palmeiras
- Máximo goleador de la Copa de Brasil 2011 (5)

Daejeon Citizen
- JMV de la K League Challenge 2014
- Máximo goleador de la K League Challenge 2014 (27)
- Once ideal de la K League Challenge 2014

FC Seoul
- Once ideal de la K League Challenge 2015